# Una casa in bilico
Una casa in bilico è un film del 1986 diretto da Antonietta De Lillo, Giorgio Magliulo.

## Trama
Giovanni è un donnaiolo amante della vita. Teo è un suo vecchio compagno di scuola e meticoloso collezionista di orologi, mentre Maria è un amore di gioventù, sempre pronta ad aiutare i connazionali emigrati in Italia. Un giorno i tre ereditano un appartamento a Roma: questa convivenza casuale, dopo un inizio faticoso, porta nuova energia nella vita di tutti e tre. Ma la morte improvvisa di uno di loro pone i due di fronte a una scelta: cancellare quell'esperienza e rientrare nel grigiore del proprio destino o continuare nel cammino intrapreso verso un futuro insieme.